# كيونغ وون لي
كيونغ وون لي (بالإنجليزية: Kyung Won Lee)‏ هو صحفي أمريكي، ولد في 1928 في كايسونغ في كوريا الشمالية.